# 츄신구라 ~꽃에 지고 눈에 지고~
그랜드 뮤지컬 『츄신구라 ~꽃에 지고 눈에 지고』 (일본어: 忠臣蔵 〜花に散り雪に散り〜 ちゅうしんぐら ~はなにちりゆきにちり~[*])는 다카라즈카 가극단 유키구미에서 초연한 연극 작품이다. 3부 33장으로 이루어져있다.
다카라즈카 대극장 (1992년 10월 9일 - 11월 24일, 신인공연 : 10월 23일)과 도쿄 다카라즈카 극장 (1993년 3월 4일 ~ 31일, 신인공연 3월 16일)에서 상연되었다.

## 개요
「츄신구라」를 소재로, 겐로쿠 시대에 살았던 남자들의 사랑과 낭만을 그렸다.
구 다카라즈카 대극장 폐장 전의 최종 공연으로, 모리 케아키의 퇴단공연이었다. 연출의 시바타 유키히로는 모리의 퇴단에 걸쳐, 토벌이 성공해, 아코 낭사가 센가쿠지에서 몸을 물릴 때, 오오이시에게 "이제 이것으로, 미련 남는 것이 없다 (もはやこれで、思い残すことはござらん)" 라는 대사를 주었다.

## 구성
- 1부 : 바람 부는 꽃의 장 (風さそう花の章)
- 2부 : 생각나는 눈의 장 (思いつのる雪の章)
- 3부 : 피날레

## 스탭
|            | 본공연                                      | 도쿄                                        |
| ---------- | ------------------------------------------- | ------------------------------------------- |
| 각본ㆍ연출 | 시바타 유키히로                             | 시바타 유키히로                             |
| 작곡ㆍ편곡 | 테라타 타키오ㆍ요시자키 켄지ㆍ요시다 유우코 | 테라타 타키오ㆍ요시자키 켄지ㆍ요시다 유우코 |
| 음악 지휘  | 노무라 요우지ㆍ오카다 요시키                | 이자와 이치로ㆍ키요카와 토모미              |
| 안무       | 쇼 스미레ㆍ하나이와 하루아키                | 쇼 스미레ㆍ하나이와 하루아키                |
| 난투 지도  | 하나이와 하루아키                           | 하나이와 하루아키                           |
| 장치       | 오오하시 야스히로                           | 오오하시 야스히로                           |
| 의상       | 토다 이쿠에이ㆍ나카가와 키쿠에              | 토다 이쿠에이ㆍ나카가와 키쿠에              |
| 조명       | 이마이 나오츠구                             | 이마이 나오츠구                             |
| 소도구     | 반바 카즈시게・이쥬인 테츠야                | 반바 카즈시게・이쥬인 테츠야                |
| 연출 효과  | 카와노우에 토모히로                         | 카와노우에 토모히로                         |
| 연기지도   | 미요시 사쿠코                               | 미요시 사쿠코                               |
| 연출보조   | 마사츠카 하루히코                           | 마사츠카 하루히코                           |
| 연출조수   | 키무라 신지・후지이 다이스케                | 키무라 신지・후지이 다이스케                |
| 장치보조   | 아라미야 아키                               | 아라미야 아키                               |
| 의상보조   | 타구치 미카・아리무라 준                    | 타구치 미카・아리무라 준                    |
| 제작담당   |                                             | 하세야마 타츠치오                           |
| 제작       | 후루사와 마코토                             | 후루사와 마코토                             |

## 주요 등장인물과 배역
1인 2역이 많고, 이치로 마키는 아사노 타쿠미노카미 외에 아코 낭인 중 한명인 오카노 킨에몬 카네히데를, 무라사키 토모는 오오이시의 목숨을 노리는 여자 자객 오란도 연기했다.
| 역할                               | 1992년 유키     | 1992년 유키     | 1993년 유키   | 1993년 유키 |
| 역할                               | 본공연          | 신인공연        | 도쿄 공연     | 신인공연    |
| ---------------------------------- | --------------- | --------------- | ------------- | ----------- |
| 오오이시 쿠라노스케                | 모리 케아키     | 코쥬 타츠키     | 본공연과 동일 | 코쥬 타츠키 |
| 아사노 타쿠미노카미ㆍ오카노 킨에몬 | 이치로 마키     | 와오 요우카     | 본공연과 동일 | 와오 요우카 |
| 아구리ㆍ오란                       | 무라사키 토모   | 준나 리사       | 본공연과 동일 | 준나 리사   |
| 키라 코즈케노스케ㆍ키치고로        | 호시하라 미사오 | 카츠라기 나나호 | 본공연과 동일 |             |
| 오카도 덴파치로ㆍ와타야 키자에몬   | 리츠 토모미     | 야부키 쇼       | 본공연과 동일 |             |
| 이소가이 쥬로자에몬                | 타카네 후부키   | 타카쿠라 쿄     | 본공연과 동일 |             |
| 오오타카 겐고                      | 카이쿄 히로키   | 카즈키 세이     | 본공연과 동일 |             |
| 호리베 야스베                      | 토도로키 유우   | 아란 케이       | 본공연과 동일 |             |
| 스기노 쥬헤이지                    | 코쥬 타츠키     | 스즈네 리라     | 본공연과 동일 |             |
| 카타오카 겐고에몬                  | 아스카 유       |                 | 본공연과 동일 |             |
| 호리베 야헤에                      | 스즈카 테루     |                 | 본공연과 동일 |             |
| 오노데라 쥬나이                    | 반 아키라       |                 | 키시 카오리   |             |
| 이로베 마타시로                    | 코다이 미즈키   | 코토부키 츠카사 | 본공연과 동일 |             |
| 코바야시 헤이하치로                | 이즈미 츠사카   |                 | 본공연과 동일 |             |
| 리쿠                               | 사오토메 사치   | 슈 미치루       | 본공연과 동일 |             |
| 오키쿠                             | 준나 리사       | 나기사 아키     | 본공연과 동일 |             |
| 단ㆍ시호우안 소우헨                | 쿄 미사         |                 | 본공연과 동일 |             |
| 마헤하라 이스케                    | 아미 준         |                 | 본공연과 동일 |             |
| 카츠타 신자에몬                    | 와코 하지메     |                 | 본공연과 동일 |             |
| 하자마 쥬지로                      | 타사이 슌       |                 | 본공연과 동일 |             |
| 우시오다 마타노죠                  | 치야 아키라     |                 | 본공연과 동일 |             |
| 치카마츠 칸로쿠                    | 이라카 마야     |                 | 본공연과 동일 |             |
| 칸자키 요고로                      | 야부키 쇼       |                 | 본공연과 동일 |             |
| 야토 에몬시치                      | 아사카게 루이   |                 | 본공연과 동일 |             |
| 오쿠다 사다에몬                    |                 |                 | 유우미 레오   |             |
| 타케바야시 타다시치                | 카츠라기 나나호 |                 | 본공연과 동일 |             |
| 토미노모리 스케에몬                | 오즈키 사유루   |                 | 본공연과 동일 |             |
| 후와 카즈에몬                      | 와오 요우카     |                 | 본공연과 동일 |             |
| 오노데라 코우에몬                  | 하야세 쇼마     |                 | 본공연과 동일 |             |
| 오오이시 세자에몬                  | 스즈네 리라     |                 | 본공연과 동일 |             |
| 오오이시 치카라                    | 타카쿠라 쿄     |                 | 본공연과 동일 |             |
| 마세 마고쿠로                      | 카즈키 세이     |                 | 본공연과 동일 |             |
| 쿠라하시 덴스케                    |                 |                 | 타카라기 아야 |             |
| 아카바네 겐조                      | 치시로 미키     |                 | 본공연과 동일 |             |
| 야다 고로에몬                      |                 |                 | 카에데 사키   |             |
| 무라마츠 산다유                    | 오우나미 츠바사 |                 | 본공연과 동일 |             |
| 요시다 사와에몬                    | 코토부키 츠카사 |                 | 본공연과 동일 |             |
| 하자마 신로쿠                      | 아란 케이       |                 | 본공연과 동일 |             |
| 토다노츠보네                       | 사하라 미유키   |                 | 본공연과 동일 |             |
| 오사이                             | 노조에 사유키   |                 | 슈 미치루     |             |
| 오타카                             | 시라사기 마도카 |                 | 이츠미네 아키 |             |
| 우키하시                           | 아카리 나미     |                 | 본공연과 동일 |             |
| 오유키                             | 아사기리 마이   |                 | 본공연과 동일 |             |
| 유우기리                           | 에미 와카바     |                 | 본공연과 동일 |             |
| 하마                               | 유우즈키 미카   |                 | 본공연과 동일 |             |
| 하나                               | 마리오카 토모미 |                 | 본공연과 동일 |             |
| 오토하네                           | 나기사 아키     |                 | 본공연과 동일 |             |